# Jōsei Satō
Jōsei Satō (japanisch 佐藤 丈晟 Satō Jōsei; * 28. Oktober 2004 in Ōita, Präfektur Ōita) ist ein japanischer Fußballspieler.

## Karriere
Jōsei Satō erlernte das Fußballspielen in der Jugend von Ōita Trinita. Hier unterschrieb er am 1. Februar 2023 seinen ersten Vertrag. Der Verein aus Ōita spielt in der zweiten japanischen Liga. Sein Zweitligadebüt gab Josei Sato am 21. Mai 2023 (17. Spieltag) im Heimspiel gegen V-Varen Nagasaki. Bei dem 1:1-Unentschieden wurde er in der 68. Minute für Yamato Machida eingewechselt.